# Jeffrey C. Alexander
Jeffrey Charles Alexander (ur. 30 maja 1947 w Milwaukee, Wisconsin) – amerykański profesor socjologii na Uniwersytecie Yale, przedstawiciel neofunkcjonalizmu. Członek zagraniczny PAN od 2005 roku.
Uważał, że teoria socjologiczna powinna ukazywać społeczeństwo jako system wzajemnie powiązanych części. Rozróżniał system kulturowy, społeczny i osobowości. Przedstawiał kulturę jako odrębną sferę rzeczywistości społecznej. 
Twierdził, że uprawianie socjologii można rozumieć jako kontinuum rozciągające się od tego, co najbardziej abstrakcyjne do tego, co empiryczne. 
Kontinuum w ujęciu Alexandra: presupozycje – orientacje ideologiczne – modele – pojęcia – definicje – klasyfikacje – prawa – twierdzenia – założenia metodologiczne – zdania obserwacyjne.
Kluczowym bodźcem zapewniającym postęp wiedzy socjologicznej jest konflikt i współzawodnictwo między tradycjami i szkołami.
Jeffrey Alexander wyróżnia dwa rodzaje dyskursów, nastawionych na rozwiązywanie problemów:
1. uogólniony dyskurs
2. programy badawcze.